# Lophura inornata
El faisán de Salvadori (en referencia al ornitólogo italiano Tommaso Salvadori) o faisán sencillo (Lophura inornata) es una especie de ave galliforme de la familia Phasianidae.

## Distribución geográfica
Es endémica de las selvas montañosas del sur de Sumatra.

## Estado de conservación
Se encuentra amenazada por la pérdida de su hábitat natural.